# In ’t kleine café aan de haven
In ’t kleine café aan de haven (deutsch: „Im kleinen Café am Hafen“), später auch Het kleine café aan de haven, ist ein Schlager von Vader Abraham aus dem Jahre 1975. Er wurde von Pierre Kartner alias Vader Abraham selbst geschrieben. 
Das Lied wurde mindestens 180-mal gecovert. Im deutschsprachigen Raum ist die Version von Peter Alexander aus dem Jahr 1976 unter dem Titel Die kleine Kneipe (in Österreich: Das kleine Beisl) am bekanntesten. Die deutsche Version wurde von Michael Kunze getextet.

## Inhalt
Das Lied beschreibt ein Café bzw. eine Kneipe (wienerisch Beisl) als Treffpunkt und als Ort sozialen Ausgleichs: Im deutschen Text heißt es: „Da fragt dich keiner, was du hast oder bist“.

## Geschichte
Kartner hatte die Idee für das Lied etwa ein Jahr lang im Kopf, bevor er beschloss, es aufzunehmen. Das Lied wurde in der Kneipe ’t Schippershuis in der nordholländischen Stadt Hoorn geschrieben. Im Januar 1976 wurde die Single in den Niederlanden ein Hit und erreichte Platz 16 der dortigen Top 40. Der Song erschien auch auf dem Album Als je wilt weten wie ik ben. Er verschaffte Vader Abraham den internationalen Durchbruch. Peter Alexander hörte den Song und ließ ihn übersetzen. Seine Version, Die kleine Kneipe, wurde einer seiner größten Erfolge. Das Lied war die erfolgreichste Single des Jahres 1976 in Deutschland. Sie erreichte Platz zwei in den deutschen Charts, Platz eins in der Schweiz, jedoch nur Platz zwölf in Österreich. In Alexanders Heimatland war seine österreichische Version Das kleine Beisl erfolgreicher. Sie erreichte Platz zwei und konnte sich 40 Wochen in den Charts halten.

## Rezeption
Hellmuth Vensky bezeichnete in Die Zeit die Version Peter Alexanders als einen „Lobgesang kleinbürgerlicher Gemütlichkeit“. Die Welt nannte „die so trivial sich in die Gehörgänge fressende, aber eben auch ehrliche“ kleine Kneipe als ein Beispiel für Alexanders melancholischere Stücke. Der Hildesheimer Bischof Heiner Wilmer zitierte Verse aus dem Lied Peter Alexanders in dem Onlinegottesdienst zum Heiligen Abend 2020.

## Coverversionen (Auswahl)
Neben der Version Alexanders war eine der ersten weiteren Coverversionen jene von Eddie Marnay in französischer Sprache, Le vieux café de la rue d’Amérique, sie wurde 1977 von Mireille Mathieu interpretiert. Eine andere französische Version veröffentlichte Joe Dassin unter dem Titel Le Café des trois colombes auf dem Album Le Jardin du Luxembourg (1976). Deren Text stammte von Claude Lemesle und Pierre Delanoë. Sie wurde in Frankreich, Kanada, Neuseeland und Australien erfolgreich.
Weitere Coverversionen (Auswahl):
- Engelbert – The Little Cafe by the Harbor
- Davey Arthur and The Fureys – The Red Rose Cafe
- Demis Roussos – The Red Rose Cafe
- Audrey Landers – My Favourite Cafe on the Harbor
- Jürgen von Manger – De kleine Kneipe
- Die Klostertaler – Die kleine Kneipe
- Swoop – In het kleine café aan de haven (2009)
- Die Schlümpfe – Das kleine Schlumpfboot
- Fernand Wark und Colette Hoffmann - Dee klenge Bistrot (luxemburgische Coverversion)
- Lasse Stefanz – Den lilla krogen där nere vid hamnen
- NN - Den Lille Café Ved Havnen (dänische Version)